# 新丰乡 (宜黄县)
新丰乡，是中华人民共和国江西省抚州市宜黄县下辖的一个乡镇级行政单位。

## 行政区划
新丰乡下辖以下地区：
新丰村、李坊村、仙坪村、东门村、候坊村、乔坑村和护竹村。